# Divella
Die F. Divella S.p.A. ist ein international tätiger italienischer Nahrungsmittelhersteller. Das in Rutigliano in der Metropolitanstadt Bari ansässige Familienunternehmen produziert und vertreibt unter der Marke Divella vorwiegend Pasta, Tomatensaucen, Backwaren, Hülsenfrüchte, Natives Olivenöl Extra, Aceto Balsamico di Modena, Mehl, Polenta, Reis und Couscous. Divella beschäftigt 280 Mitarbeiter und erwirtschaftete 2016 einen Umsatz von 350 Millionen Euro.
Das heute in vierter Generation geführte Unternehmen wurde 1890 durch Francesco Divella gegründet. Dieser gab seine bisherige Tätigkeit als Mehl- und Getreidehändler auf und eröffnete in Rutigliano zunächst eine Mühle zur Verarbeitung von Weizen und 1905 einen Betrieb zur Produktion von Pasta, die mit der Zeit schrittweise ausgebaut wurden. Ab den 1970er Jahren wurde das Sortiment auf weitere Produkte, insbesondere auf Spezialitäten der italienischen Küche, ausgeweitet.